# Volyňka
Volyňka je jihočeská řeka, jejíž povodí zahrnuje severozápad okresu Prachatice a jih okresu Strakonice. Pramení na východním svahu Světlé hory na Šumavě, protéká Šumavským podhůřím a ústí ve Strakonicích zprava do řeky Otavy.

## Popis toku

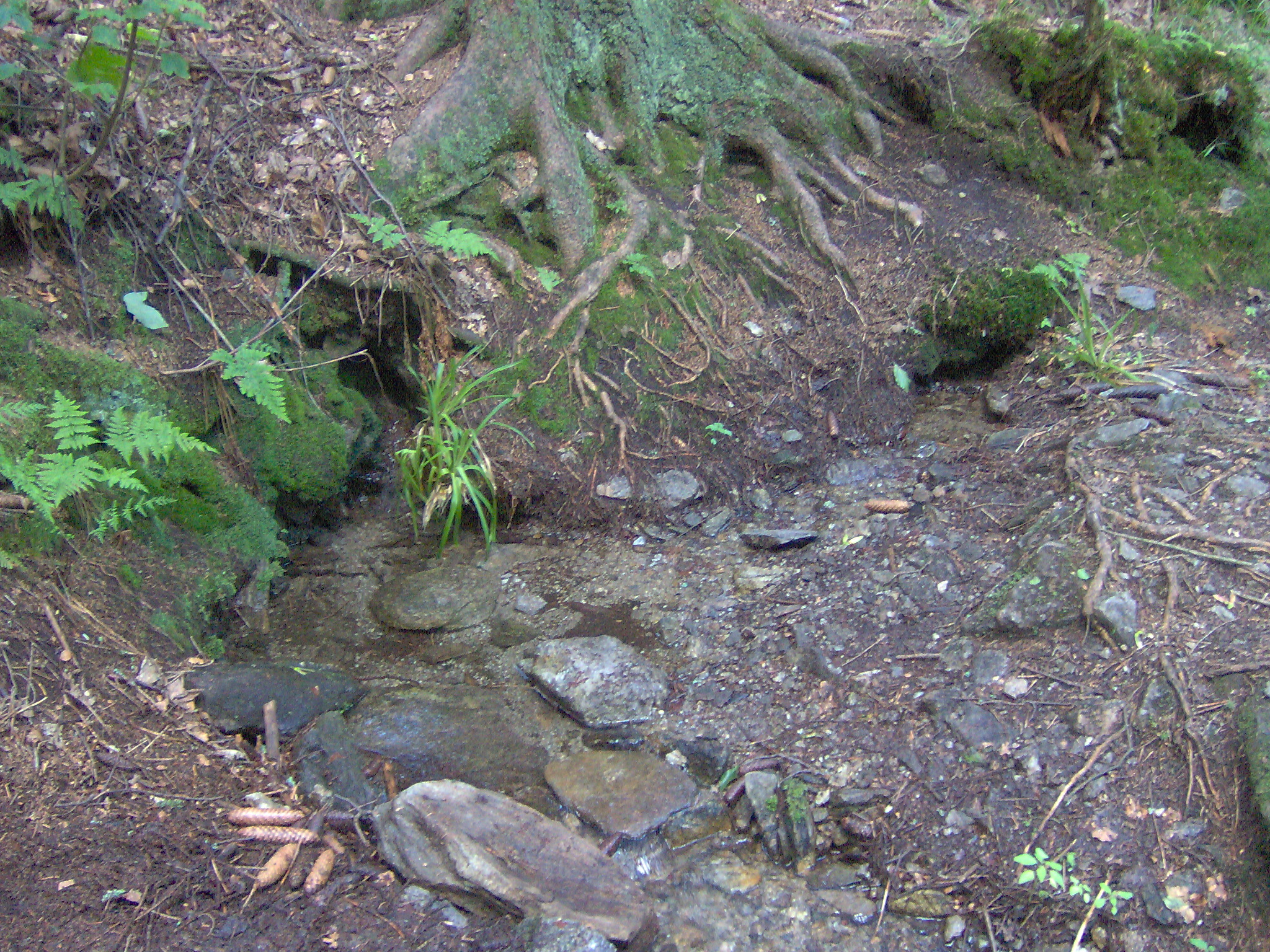
Pramen Volyňky

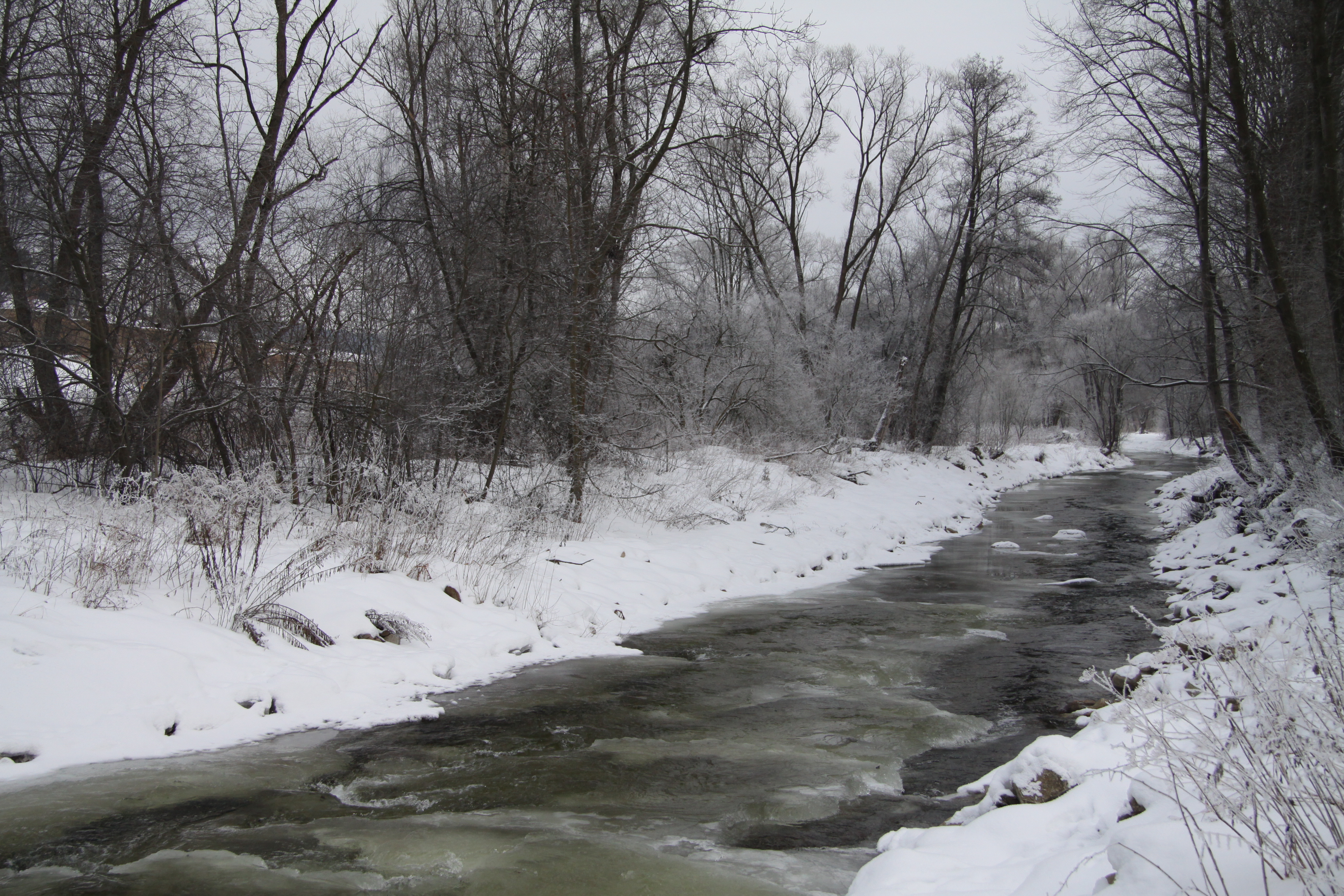
Zamrzlá Volyňka v Sudslavicích

Na horním toku Volyňky v nadmořské výšce 944 m byla v 19. století vybudována Světlohorská nádrž, která sloužila jako zásobárna vody využívané pro plavbu dřeva.
V horním toku má Volyňka velký spád a úzké koryto s balvanitým dnem a četnými stupni.
Vyjma nejhořejšího úseku nad Lipkou téměř celou délkou údolí Volyňky vede železniční trať 198 (Strakonice – Vimperk – Volary).
Od ústí Arnoštského potoka nad Vimperkem je Volyňka na jaře nebo po deštích vodácky sjízdná. Průjezd Vimperkem je ovšem kvůli regulačním zdem a vysokým stupňům s velkými vodními válci nebezpečný. Vodáci proto obvykle začínají plavbu na kajacích až pod Vimperkem a na kanoích v Bohumilicích.
Od pramene k soutoku měří Volyňka 46 km. Odvádí vodu z území, které má rozlohu 413 km2. Výškový rozdíl mezi pramenem (1 115 m n. m.) a ústím (388 m n. m.) činí 727 m.

### Větší přítoky
(L = levý, P = pravý)
- Medvědí potok (L pod Lipkou)
- Arnoštský potok (P nad Vimperkem)
- Křesanovský potok (L ve Vimperku)
- Pravětínský potok (P ve Vimperku)
- Spůlka (L nad Bohumilicemi)
- Bořanovický potok (P pod Bohumilicemi)
- Nahořanský potok (L ve Čkyni)
- Radhostický potok (P pod Malenicemi)
- Starovský potok (L nad Volyní)
- Peklov (L u Němětic)
- Svaryšovský potok (P pod Radošovicemi)
- Smiradický potok (L do bočního ramene v Mutěnicích)

## Vodní režim

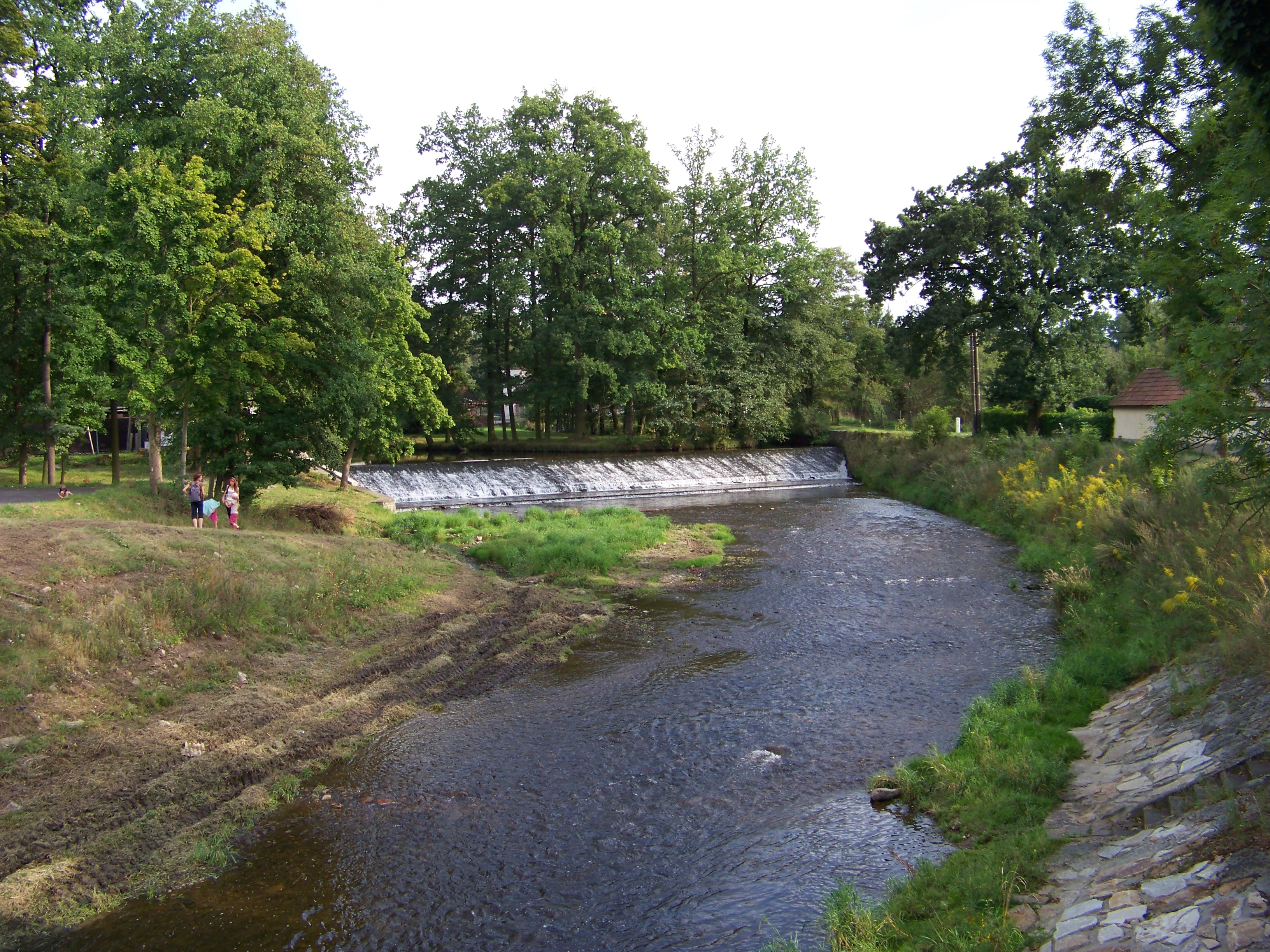
Řeka ve Volyni

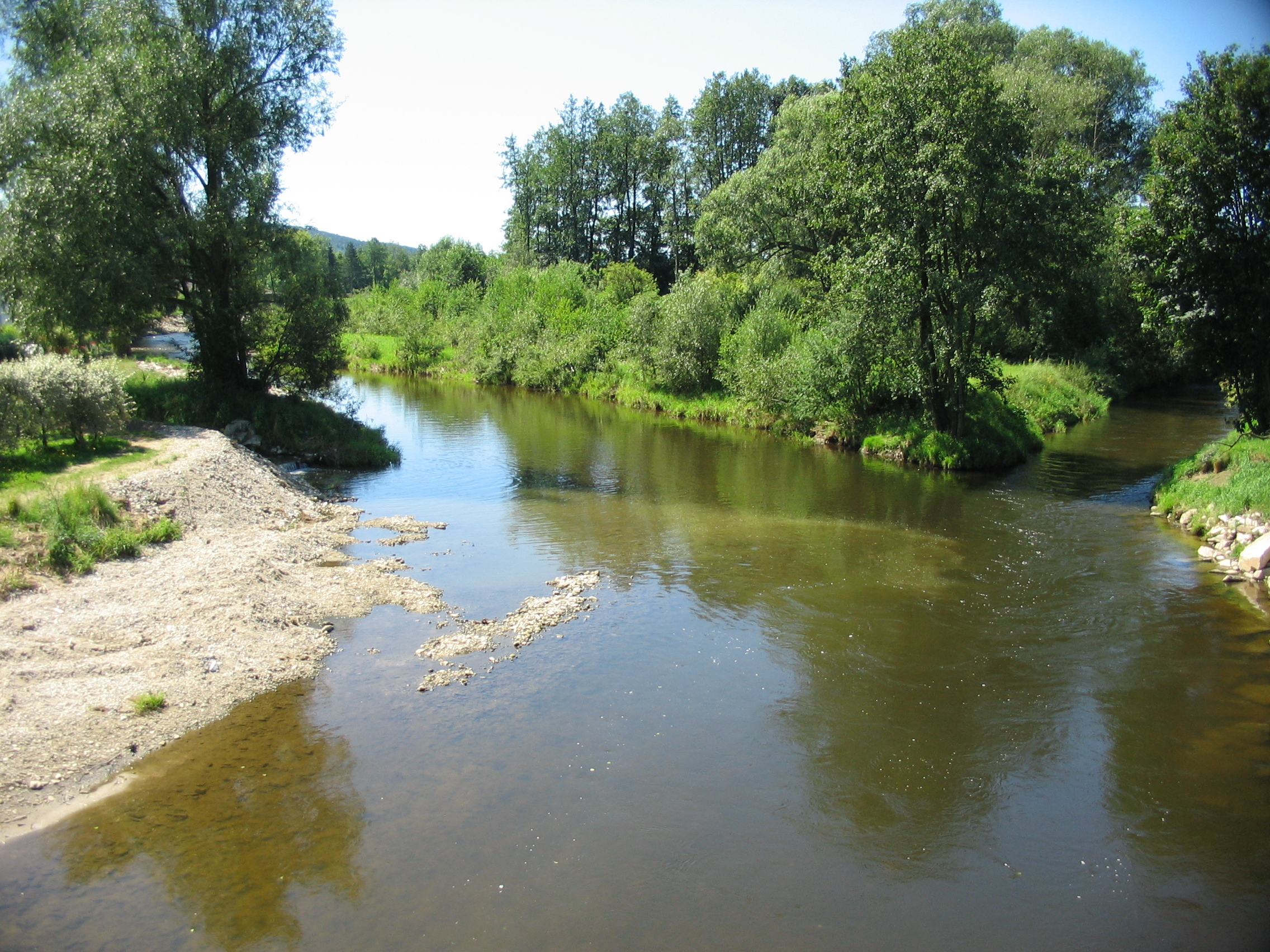
Soutok Volyňky a Smiradického potoka v Mutěnicích

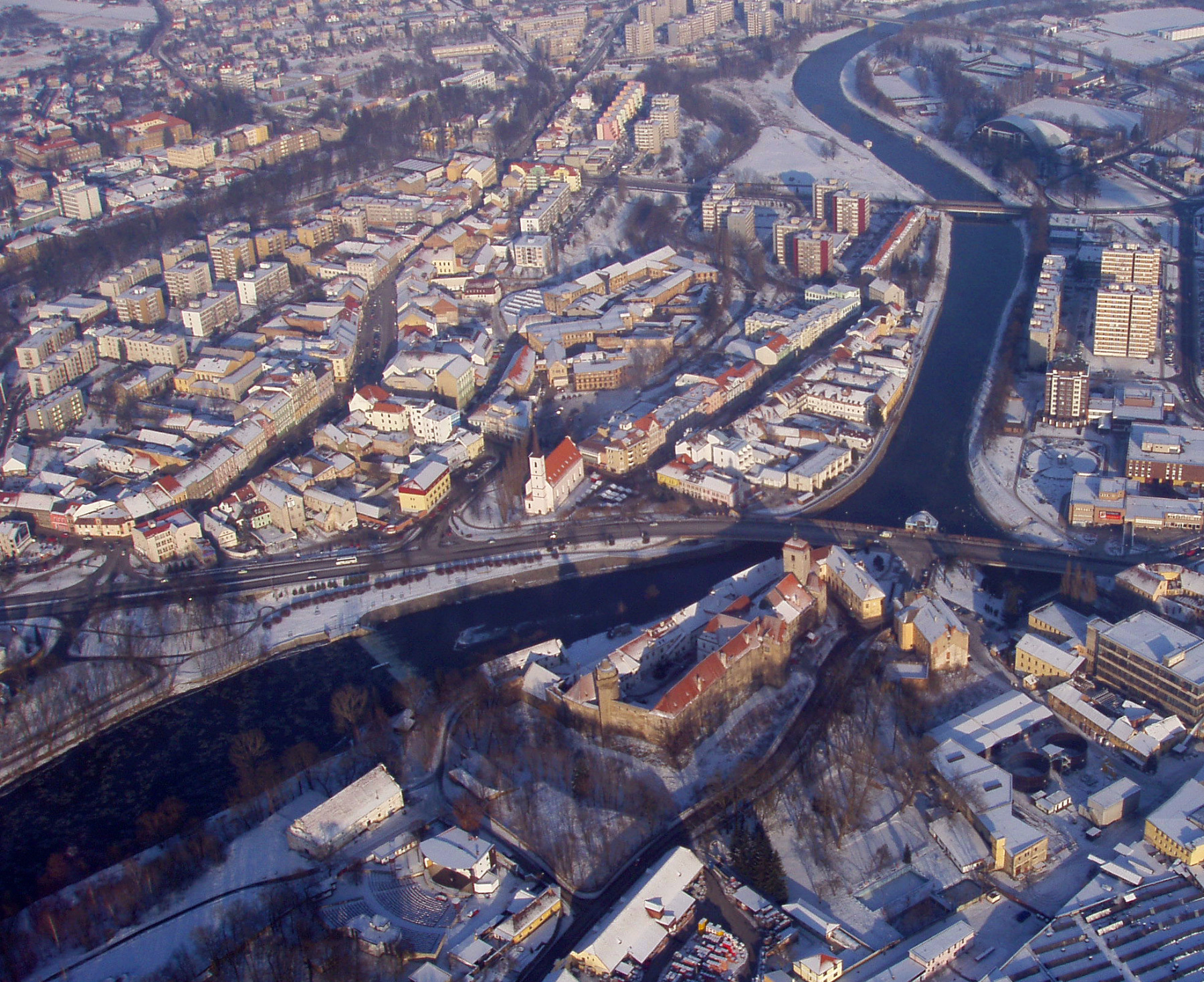
Soutok Volyňky a Otavy ve středu Strakonic

Průměrný průtok u ústí ve Strakonicích činí 3,09 m³/s.
Průměrné dlouhodobé měsíční průtoky Volyňky (m³/s) ve stanici Němětice:
Průměrné měsíční průtoky Volyňky (m³/s) ve stanici Němětice v roce 2013:
Hlásné profily:
| místo      | říční km | plocha povodí | průměrný průtok (Qa) | stoletá voda (Q100) |
| ---------- | -------- | ------------- | -------------------- | ------------------- |
| Sudslavice | 30,20    | 79,63 km²     | 0,85 m³/s            | 70,0 m³/s           |
| Němětice   | 8,95     | 383,36 km²    | 2,95 m³/s            | 243,0 m³/s          |

## Mlýny
- Seberův mlýn – Nišovice, okres Strakonice, kulturní památka